# نيستور كيرشنير
نيستور كارلوس كيرشنر الابن (بالإنكليزية: Néstor Carlos Kirchner Jr.)، (25 فبراير 1950 – 27 أكتوبر 2010) سياسي أرجنتيني شغل منصب الرئيس الخمسين لجمهورية الأرجنتين من 2003 حتى 2007، ومحافظ محافظة سانتا كروز من 1991 حتى 2003، والأمين العام لاتحاد دول أمريكا الجنوبية (UNASUR)، والسيد الأول للأرجنتين خلال الفترة الرئاسية الأولى لزوجته، كريستينا فرنانديز دي كيرشنر. كان كيرشنر رئيسًا للحزب العدلي من 2008 حتى 2010. ومن الناحية الأيديولوجية، اعتبر كيرشنر نفسه بيرونيًا وديمقراطيًا اجتماعيًا في تيار اليسار المعتدل بالأرجنتين، وسُمي النهج السياسي الخاص به باسم الكيرشنرية.
وُلد كيرشنر في مدينة ريو غاليغوس (سانتا كروز)، ودرس القانون بجامعة لا بلاتا الوطنية. التقى كيرشنر بكريستينا فرنانديز وتزوجها في هذا الوقت، وعاد معها إلى ريو غاليغوس بعد التخرج، ليفتح شركة محاماة. انتقد المعلقون كيرشنر بسبب انعدام نشاطه القانوني خلال الحرب القذرة، وهي قضية ورط فيها كيرشنر نفسه بصفته رئيسًا للجمهورية. ترشح كيرشنر لمنصب عمدة ريو غاليغوس في 1987 ولمنصب محافظ سانتا كروز في 1991. أُعيد انتخاب كيرشنر في 1995 و1999 بسبب تعديل في دستور المحافظات. انحاز كيرشنر إلى جانب محافظ بوينس آيرس، إدواردو دوالده، ضد الرئيس كارلوس منعم.
وبالرغم من خسارة دوالده في انتخابات 1999 الرئاسية، عُين دوالده رئيسًا بواسطة الكونغرس عند استقالة الرئيسين السابقين؛ فرناندو دي لاروا، وأدولفو رودريغيز سا، خلال أعمال شغب ديسمبر 2001 الأرجنتينية. اقترح دوالده على كيرشنر الترشح للرئاسة في 2003، في محاولة لمنع منعم من العودة إلى رئاسة الأرجنتين. فاز منعم بالأغلبية في المرحلة الأولى من الانتخابات الرئاسية، ولكن انسحب من الانتخابات بعد خوفه من الخسارة أمام كيرشنر في مرحلة الإعادة؛ وبالتالي، أصبح كيرشنر رئيسًا للأرجنتين.
بدأ كيرشنر عمله بالمنصب من يوم 25 مايو 2003. وظل روبرتو لافانيا، الذي كان له الفضل في الانتعاش الاقتصادي برئاسة دوالده، وزيرًا للاقتصاد واستمر في تطبيق سياساته الاقتصادية. تفاوضت الأرجنتين على إعادة جدولة ديونها وسددتها إلى صندوق النقد الدولي. تدخلت الهيئة الوطنية للإحصاء والتعداد لتقلل من شأن التضخم المتزايد. واستقال العديد من قضاة المحكمة العليا خوفًا من عزلهم، وعُين قضاة جدد. أُلغي العفو عن الجرائم المرتكبة في الحرب القذرة في ظل تطبيق قانون إنهاء محاكمة العسكريين وقانون الطاعة الواجبة وعمليات العفو الرئاسي، كما صُرح بعدم دستورية هذه القوانين. وأدى هذا إلى إقامة محاكمات جديدة للعسكريين الذين كانوا في الخدمة خلال سبعينيات القرن العشرين. زادت الأرجنتين من تعاونها مع دول أمريكا اللاتينية، وأنهت انحيازها التلقائي للولايات المتحدة الذي يرجع تاريخه إلى تسعينيات القرن العشرين. تعتبر انتخابات 2005 النصفية للنواب نصرًا لكيرشنر، إذ إنها أشارت إلى نهاية سيادة دوالده على محافظة بوينس آيرس.
وبدلًا من السعي وراء إعادة الترشح، تنحى كيرشنر عن منصبه عام 2007 داعمًا زوجته التي انتُخبت رئيسةً للجمهورية. شارك كيرشنر في عملية إيمانويل لتحرير رهائن القوات المسلحة الثورية الكولومبية (FARC)، وخسر بفارق ضئيل في انتخابات 2009 النصفية للنواب عن محافظة بوينس آيرس. عُين كيرشنر أمينًا عامًا لاتحاد دول أمريكا الجنوبية (UNASUR) في عام 2010. وتورط مع زوجته (بشكل مباشر أو من خلال المساعدين المقربين لهما) في الفضيحة السياسية لعام 2013 المعروفة باسم «طريق أموال K»، بالرغم من عدم وجود أي تحقيق قضائي يُظهر أي أدلة على ارتكاب المخالفات بواسطة نيستور أو كريستينا كيرشنر. توفي كيرشنر بالسكتة القلبية في يوم 27 أكتوبر 2010، وأُقيمت له جنازة رسمية.

## الوفاة

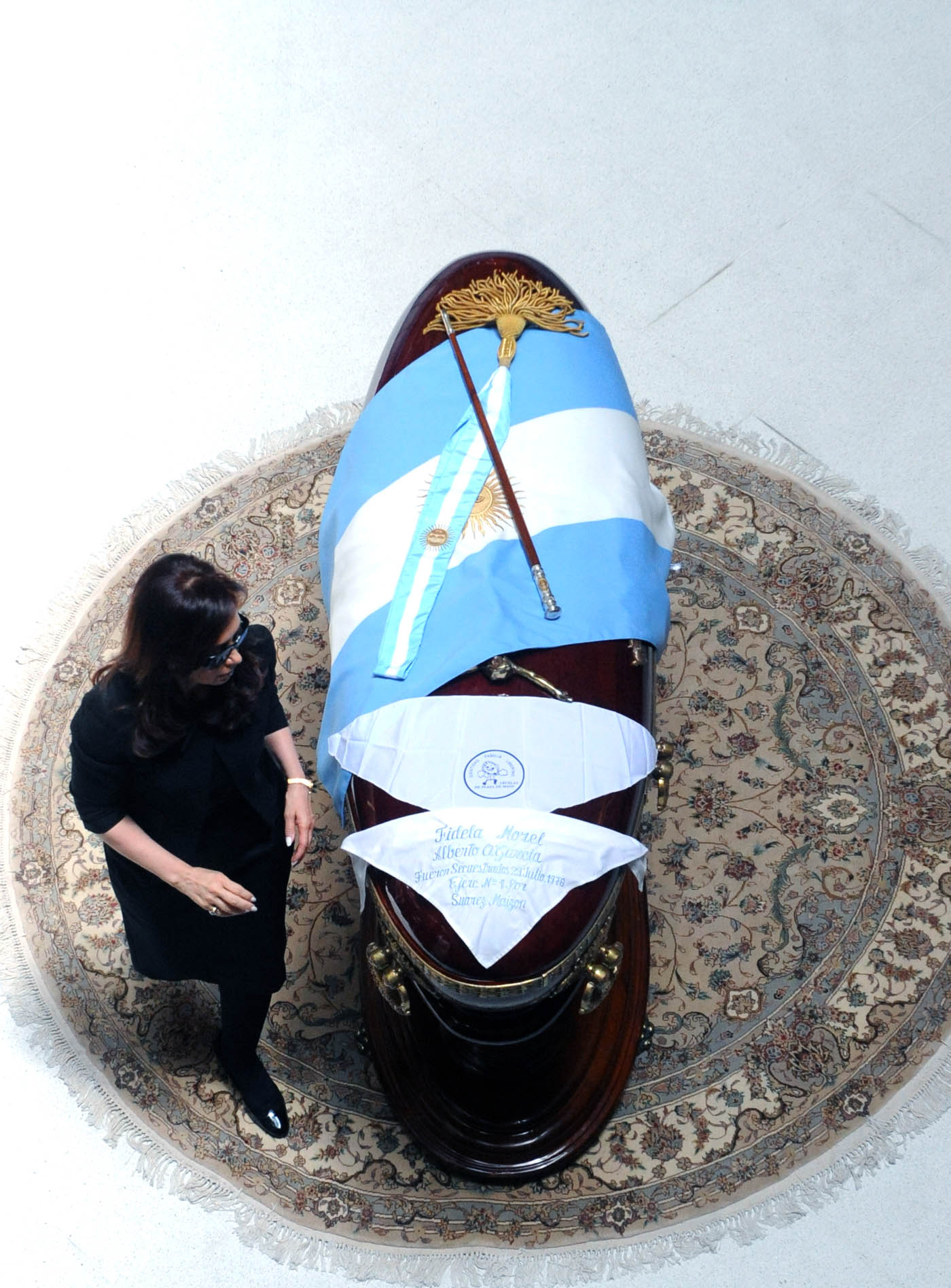
الرئيسة كريستينا فرنانديز بجوار نعش نيستور كيرشنر، في قاعة الوطنيين الأمريكيين في الذكرى المئوية الثانية

توفي كيرشنر يوم 27 أكتوبر 2010، وكان يبلغ من العمر 60 عامًا. كان هذا اليوم عطلةً وطنيةً حتى تجري الهيئة الوطنية للإحصاء والتعداد تعدادًا وطنيًا، ولهذا كان كيرشنر في منزله بمدينة إل كالافاتي. نُقل كيرشنر بسرعة إلى مستشفى محلي وأُعلنت وفاته في الساعة 9:15 صباحًا بسبب سكتة قلبية. خضع كيرشنر لعمليتين جراحيتين في نفس السنة: عملية جراحية في شريانه السباتي الأيمن في شهر فبراير، وعملية رأب وعاء في شهر سبتمبر. كانت وفاته مفاجأةً للسكان الأرجنتينيين؛ إذ كان كيرشنر يُظهر لهم دائمًا أن مشاكله القلبية ليست بهذه الخطورة.
أُرسل جثمانه جوًا إلى كاسا روسادا لإقامة الجنازة الرسمية، وصُرح بحالة حداد وطني لمدة ثلاثة أيام. حضر آلاف المواطنين جنازة كيرشنر، بالرغم من هطول الأمطار الغزيرة وقتها. وطبقًا لتقارير الإعلام، دخل المواطنون كاسا روسادا بمعدل 1000 شخص في الساعة على مجموعات تتكون من 100 إلى 150 شخصًا. ارتدت كريستينا كيرشنر ثياب الحداد ووقفت بجانب النعش. وأحضر المواطنون الشموع، والأعلام، والزهور، وقبلت كريستينا استلام بعضها منهم بشكل شخصي. 
أثارت وفاة كيرشنر ردود أفعال دوليةً بعد إعلانها على الفور، إذ صرحت كل من البرازيل وفنزويلا بحالة حداد وطني لمدة ثلاثة أيام أيضًا. صرح الرئيس الكولومبي، خوان مانويل سانتوس، ومنظمة الدول الأمريكية، بدقيقة صمت حدادًا على كيرشنر، وأرسل الرئيس الأمريكي آنذاك، باراك أوباما، تعازيه. تضمن حضور جنازة كيرشنر كلًا من تشافيز ولولا دا سيلفا. 

## روابط خارجية
- نيستور كيرشنير على موقع IMDb (الإنجليزية)
- نيستور كيرشنير على موقع الموسوعة البريطانية (الإنجليزية)
- نيستور كيرشنير على موقع مونزينجر (الألمانية)
- نيستور كيرشنير على موقع إن إن دي بي (الإنجليزية)
- نيستور كيرشنير على موقع قاعدة بيانات الفيلم (الإنجليزية)
- نيستور كيرشنير على موقع كينوبويسك (الروسية)